# Landschaftsschutzgebiet Schlossberg und Stötchen
Das Landschaftsschutzgebiet Schlossberg und Stötchen mit 7,2 ha Flächengröße liegt im Stadtgebiet Arnsberg. Es wurde 2021 bei der Neuaufstellung vom Landschaftsplan Arnsberg durch den Kreistag des Hochsauerlandkreises als Landschaftsschutzgebiet (LSG) als LSG Typ B (Kleinflächiger Landschaftsschutz bzw. Ortsrandlagen, Landschaftscharakter) erstmals ausgewiesen. Von 1998 bis 2021 gehörten die Flächen überwiegend als Geschützter Landschaftsbestandteil Schloßberg ausgewiesen.

## Beschreibung
Das LSG umfasst Bereiche um die Ruine vom Schloss Arnsberg an den Schlossbergflanken und eine öffentliche Grünfläche im Bereich Stötchen. Schlossbergflanken liegt im LSG ein Mosaik aus alten, oft nicht mehr genutzten Gärten, Sukzessionsflächen und Grünlandrelikten.

## Schutzzwecke für das LSG
Laut Landschaftsplan erfolgte die Ausweisung des LSG wie aller anderen von Typ B im Landschaftsplangebiet zur:
- „Sicherung der Vielfalt und Eigenart der Landschaft im Nahbereich der Ortslagen sowie in alten landwirtschaftlichen Vorranggebieten insbesondere durch deren Offenhaltung;“
- „Erhaltung der Leistungsfähigkeit des Naturhaushalts hinsichtlich seines Artenspektrums und der Nutzungsfähigkeit der Naturgüter (hier: leistungsfähige Böden);“
- „Umsetzung der Entwicklungsziele und primär zum Schutz des spezifischen Charakters und der Identität der landschaftlichen Teilräume; entsprechend dem Schutzzweck auch Ergänzung der strenger geschützten Teile dieses Naturraums durch den Schutz ihrer Umgebung vor Eingriffen, die den herausragenden Wert dieser Naturschutzgebiete und Schutzobjekte mindern könnten (Pufferzonenfunktion); “
- „Erhaltung der im gesamten Gebiet verstreut anzutreffenden kulturhistorischen Relikte.“[1]

## Rechtliche Vorschriften
Im Landschaftsschutzgebiet ist unter anderem das Errichten von Bauten verboten. Vom Bauverbot ausgenommen sind, sofern eine Baugenehmigung vorliegt, Bauvorhaben für Gartenbaubetriebe, Land- und Forstwirtschaft, der öffentlichen Versorgung mit Elektrizität, Gas, Telekommunikationsdienstleistungen, Wärme und Wasser, der Abwasserwirtschaft oder einen bestehenden gewerblichen Betrieb. Auch der Bau von Windkraftanlagen und Wasserkraftwerken ist mit Baugenehmigung erlaubt. Wie in den anderen Landschaftsschutzgebieten vom Typ B in Arnsberg besteht im LSG ein Verbot der Erstaufforstung und Weihnachtsbaum-, Schmuckreisig- und Baumschul-Kulturen anzulegen.